# Maliniec (przystanek kolejowy)
Maliniec – nieczynny już przystanek kolejowy kolei normalnotorowej w Koninie, w dzielnicy Maliniec. Położony był przy czynnej dla ruchu osobowego w latach 1974–1995 linii nr 388 do Kazimierza Biskupiego.

## Przystanek wąskotorowy
W latach 1912–1965 istniał w Malińcu wąskotorowy przystanek kolejowy. Znajdował się w miejscu obecnego, normalnotorowego przystanku. Jednoperonowy przystanek położony był na 33. kilometrze linii Anastazewo – Konin Wąskotorowy.